# 格拉尼特穹丘
77°53′S 163°28′E / 77.883°S 163.467°E
格拉尼特穹丘（英語：Granite Knolls）是南極洲的穹丘，位於維多利亞地的斯科特海岸，處於霍布斯峰以西9公里，由羅伯特·斯科特率領的英國探險隊命名。